# Infinity (canción de Mariah Carey)
«Infinity» —en español: «Infinito»— es una canción de la cantante estadounidense Mariah Carey. Fue lanzado el 27 de abril de 2015 por Epic Records como el primer sencillo del tercer álbum recopilatorio de Carey, #1 To Infinity (2015).

## Lanzamiento
La única nueva grabación que se incluirá en la compilación, "Infinity" fue lanzada el 27 de abril de 2015, coincidiendo con la fiesta de presentación de Carey en Las Vegas. El vídeo musical fue dirigido por Brett Ratner. La canción recibió críticas positivas por parte de los críticos de música. Una de las líneas de la canción, habla sobre Fritos –una marca de fritura de maíz–, que también recibió generalmente comentarios positivos, y con fanáticos "volviéndose locos" sobre esta referencia".

## Recepción de la crítica
La canción fue conocida con críticas generalmente positivas de parte de los críticos de música. Los críticos felicitaron el mensaje inspirador de la canción, pero muchos teorizaron que las letras se dirigían al divorcio de Carey con Nick Cannon, aunque ella había declarado que no fue necesariamente sobre su vida personal. Alexa Camp de Slant le dio a la pista una crítica mixta, diciendo que la canción será "probablemente más recordada por su contenido lírico". Musicalmente, ella sintió que "Infinity" tuvo la "cadena de producción y coordinación perfecta", y declaró que "su función principal parece ser la de enmascarar la voz debilitada de la cantante". E. Alex Jung de Vulture comentó que "Infinity" mostró "el empoderamiento en las letras, las voces en alza, y un coro con las palabras de multisilábicas", y sugirió que el contenido lírico está relacionado con su exesposo Nick Cannon. Jessica Goodman de The Huffington Post alabó la interpretación de Carey y la describió como una "voz entrecortada y firme a la vez con muy altas notas". Alyssa Bailey de Elle etiquetó a la canción como un "un himno de ruptura maravillosamente nostálgico".
Andrew Unterberger de Spin felicitó las vocales de Carey, y llamó a la canción de "una balada arrolladora". Unterberger comentó que "Infinity" es "una canción que puede encender la antorcha del tamaño de un estadio, en materia del sonido y la emoción", pero él sintió que la canción no será su décimo noveno número uno en el Hot 100.

## Desempeño comercial
"Infinity" hizo su primera aparición en Estados Unidos en la lista Billboard Hot 100 el 7 de mayo de 2015, debutó en la ubicación número 82.

## Vídeo musical
El vídeo musical fue dirigido por Brett Ratner. El 26 de abril de 2015, Carey lanzó el vídeo lírico oficial de "Infinity".

## Posicionamiento en listas
| Listas (2015)                                   | Mejor posición |
| ----------------------------------------------- | -------------- |
| Francia (SNEP)                                  | 85             |
| Hungría (Single Top 40)                         | 25             |
| Reino Unido (UK Official Download Chart)        | 77             |
| Reino Unido (UK R&B Chart)                      | 27             |
| Estados Unidos (Billboard Hot 100)              | 82             |
| Estados Unidos (Hot R&B/Hip-Hop Songs)          | 28             |
| Estados Unidos (Top Twitter Tracks - Billboard) | 3              |

## Historial de lanzamientos
| País           | Fecha               | Formato                 | Discográfica |
| -------------- | ------------------- | ----------------------- | ------------ |
| Mundial        | 27 de abril de 2015 | Descarga digital        | Epic         |
| Italia         | 01 de mayo de 2015  | Airplay                 | Epic         |
| Estados Unidos | 02 de mayo de 2015  | Radio hit contemporánea | Epic         |
| Estados Unidos | 02 de mayo de 2015  | Radio de cruce rítmico  | Epic         |